# Muara Danau (Lintang Kanan)
Muara Danau is een bestuurslaag in het regentschap Empat Lawang van de provincie Zuid-Sumatra, Indonesië. Muara Danau telt 964 inwoners (volkstelling 2010).